# Metzingen
Metzingen – miasto w Niemczech, w kraju związkowym Badenia-Wirtembergia, w rejencji Tybinga, w regionie Neckar-Alb, w powiecie Reutlingen, siedziba wspólnoty administracyjnej Metzingen. Leży nad rzeką Erms, ok. 7 km na północny wschód od Reutlingen. 30 września 2023 miasto zamieszkiwało 22 537 mieszkańców.
Mieści się tutaj siedziba firmy Hugo Boss AG.

## Historia
Pierwsze ślady osadnictwa datowane są na epokę neolitu. Obecne miasto zostało założone przez plemię Alemanów na miejscu osady celtyckiej i rzymskiej. Nazwa Metzingen wywodzi się od imienia  Matizzo, które nosił najstarszy przedstawiciel tutejszego rodu. Wraz z chrystianizacją wzniesiono tutaj kościół św. Marcina oraz erygowano jedną z pierwszych parafii w dolinie rzeki Erms. Pierwsza wzmianka o Metzingen pochodzi z roku 1075. W 1537 książę Ulryk Wirtemberski konwertował miasto na luteranizm, co doprowadziło do konfliktu z klasztorem w Zwiefalten. W 1562 roku wybudowano ratusz. W 1616 książę Jan Fryderyk nadał miejscowości pieczęć, z której wywodzi się dzisiejszy herb miasta. W 1634 miasto, podczas wojny trzydziestoletniej, zostało zniszczone w trakcie pierwszej bitwy pod Nördlingen, a dwie trzecie populacji zmarło wskutek epidemii. Od początku XIX wieku populacja miasta zaczęła wzrastać wskutek industrializacji, w latach 20. otwarto pierwsze zakłady włókiennicze. W 1831 król Wilhelm I Wirtemberski nadał Metzingen prawa miejskie. Do rozkwitu gospodarczego doprowadziło uruchomienie w 1859 roku linii kolejowej. Wiele przedsiębiorstw upadło podczas wielkiego kryzysu. Miasto uniknęło większych zniszczeń podczas II wojny światowej, 23 kwietnia 1945 zostało oddane bez walki Amerykanom, a następnie zajęte przez wojska francuskie. W 1971 w granice Metzingen włączono wieś Neuhausen an der Erms, a cztery lata później – wieś Glems.